# Arthrobotrys
Genre
Arthrobotrys est un genre de champignons de la classe des Orbiliomycetes.

## Usage économique
Plusieurs espèces ou souches d'Arthrobotrys ont été utilisées en lutte biologique contre les nématodes. On les désigne comme des champignons carnivores.

## Liste des espèces
Selon Index Fungorum (site consulté le 23 octobre 2013), le genre compte les espèces suivantes :

Arthrobotrys aggregata - Arthrobotrys alaskana - Arthrobotrys amerospora - Arthrobotrys anomala - Arthrobotrys apscheronica - Arthrobotrys arthrobotryoides - Arthrobotrys azerbaijanica - Arthrobotrys bakunika - Arthrobotrys botryospora - Arthrobotrys brochopaga - Arthrobotrys candida - Arthrobotrys chazarica - Arthrobotrys chilensis - Arthrobotrys cladodes - Arthrobotrys clavispora - Arthrobotrys compacta - Arthrobotrys conoides - Arthrobotrys constringens - Arthrobotrys cylindrospora - Arthrobotrys dactyloides - Arthrobotrys dendroides - Arthrobotrys doliiformis - Arthrobotrys drechsleri - Arthrobotrys elegans - Arthrobotrys ellipsospora - Arthrobotrys entomopaga - Arthrobotrys eudermata - Arthrobotrys foliicola - Arthrobotrys fruticulosa - Arthrobotrys fusiformis - Arthrobotrys guizhouensis - Arthrobotrys hertziana - Arthrobotrys indica - Arthrobotrys iridis - Arthrobotrys irregularis - Arthrobotrys javanica - Arthrobotrys kirghizica - Arthrobotrys latispora - Arthrobotrys longa - Arthrobotrys longiphora - Arthrobotrys longiramulifera - Arthrobotrys longispora - Arthrobotrys mangrovispora - Arthrobotrys megalospora - Arthrobotrys megaspora - Arthrobotrys microscaphoides - Arthrobotrys multiformis - Arthrobotrys multisecundaria - Arthrobotrys musiformis - Arthrobotrys nematopaga - Arthrobotrys nonseptata - Arthrobotrys oligospora - Arthrobotrys oudemansii - Arthrobotrys oviformis - Arthrobotrys perpasta - Arthrobotrys polycephala - Arthrobotrys pseudoclavata - Arthrobotrys psychrophila - Arthrobotrys pyriformis - Arthrobotrys recta - Arthrobotrys reticulata - Arthrobotrys robusta - Arthrobotrys rosea - Arthrobotrys salina - Arthrobotrys scaphoides - Arthrobotrys shahriari - Arthrobotrys shizishanna - Arthrobotrys sinensis - Arthrobotrys soprunovii - Arthrobotrys stilbacea - Arthrobotrys straminicola - Arthrobotrys superba - Arthrobotrys tabrizica - Arthrobotrys thaumasia - Arthrobotrys venusta - Arthrobotrys yunnanensis